# Włodzimierz Sobkowiak
Włodzimierz Sobkowiak (ur. 1 maja 1955 w Poznaniu, zm. 30 marca 2021 tamże) – polski językoznawca, prof. dr hab, ekspert w dziedzinie fonetyki i fonologii języka angielskiego.

## Życiorys
Obronił pracę doktorską, w 1991 habilitował się na podstawie rozprawy zatytułowanej Metaphonology of English Paronomasic Puns. W l. 1988-89 stypendysta Fulbrighta na University of California, Berkeley (USA). 28 kwietnia 2000 nadano mu tytuł profesora w zakresie nauk humanistycznych. Został zatrudniony na stanowisku profesora w Laboratorium Innowacji Edukacyjnych i Technologii Językowych na Wydziale Anglistyki Uniwersytetu im. Adama Mickiewicza w Poznaniu.
Był profesorem zwyczajnym w Instytucie Filologii Angielskiej na Wydziale Neofilologii Uniwersytetu im. Adama Mickiewicza, oraz w Instytucie Neofilologii na Wydziale Społecznym i Technicznym Państwowej Wyższej Szkole Zawodowej w Koninie.
Zmarł 30 marca 2021, pochowany na poznańskim cmentarzu Miłostowo.